# L'Adoration du Veau d'or
L'Adoration du Veau d'or est un tableau de Nicolas Poussin peint en 1633-1634, et conservée à la National Gallery. 

## Historique de l'œuvre
Le tableau, une peinture à l'huile sur châssis de 153,4 × 211,8 m, fut réalisé avec un pendant, La Traversée de la mer Rouge, pour  Amadeo dal Pozzo marquis de Voghera, de Turin, cousin de Cassiano dal Pozzo que Poussin dans ses lettres nomme « Monsieur Dupuis », principal mécène romain de l'artiste. En 1685 la paire de tableaux fut achetée  par le Chevalier de Lorraine et en 1710 elle fut acquise par Bénigne de Ragois de Bretonvillers. En 1741 elle fut  achetée d'un certain Samuel par Sir Jacob Bouverie, dont le fis William devint le comte de Radnor. Les successifs comtes de Radnor conservèrent la paire jusqu'en 1945. L'Adoration du Veau d'or fut acheté par la National Gallery de Londres pour la somme de 10 000 £, l'Art fund contribua à 50 % pour cette acquisition.
Le 17 juillet 2011, ce tableau et un second lui aussi de Poussin (L'Adoration des bergers) ont été vandalisés par de la peinture rouge diffusée par aérosol,.
Le pendant, Le Passage de la mer Rouge, fut acquis la même année par la National Gallery of Victoria en Australie.

## Sujet
Le sujet est tiré du livre de l'Exode, chapitre 32 : pendant la montée de Moïse au mont Sinaï,  Aaron rassemble l'or du peuple pour construire un veau d'or, une idole inspirée de celle des Égyptiens, malgré l'interdiction du troisième commandement du décalogue. Redescendant avec Josué et découvrant  la scène de liesse, il lève les tables de la Loi pour les briser.

## Description
Le Veau d'or placé sur un socle surmonté d'un piédestal ouvragé  légèrement à gauche du centre de la composition, est entouré d'une farandole de danseurs féminins et masculins à gauche et d'une foule agenouillée à droite, penchée et écoutant Aaron vêtu de blanc. Le décor comporte deux arbres de part et d'autre, un sec à droite, un autre portant feuillage à gauche dans la direction d'un groupe de deux hommes descendant des amas rocheux, comprenant  Moïse tendant à bout de bras, au-dessus de sa tête, les tables de la Loi.

## Analyse

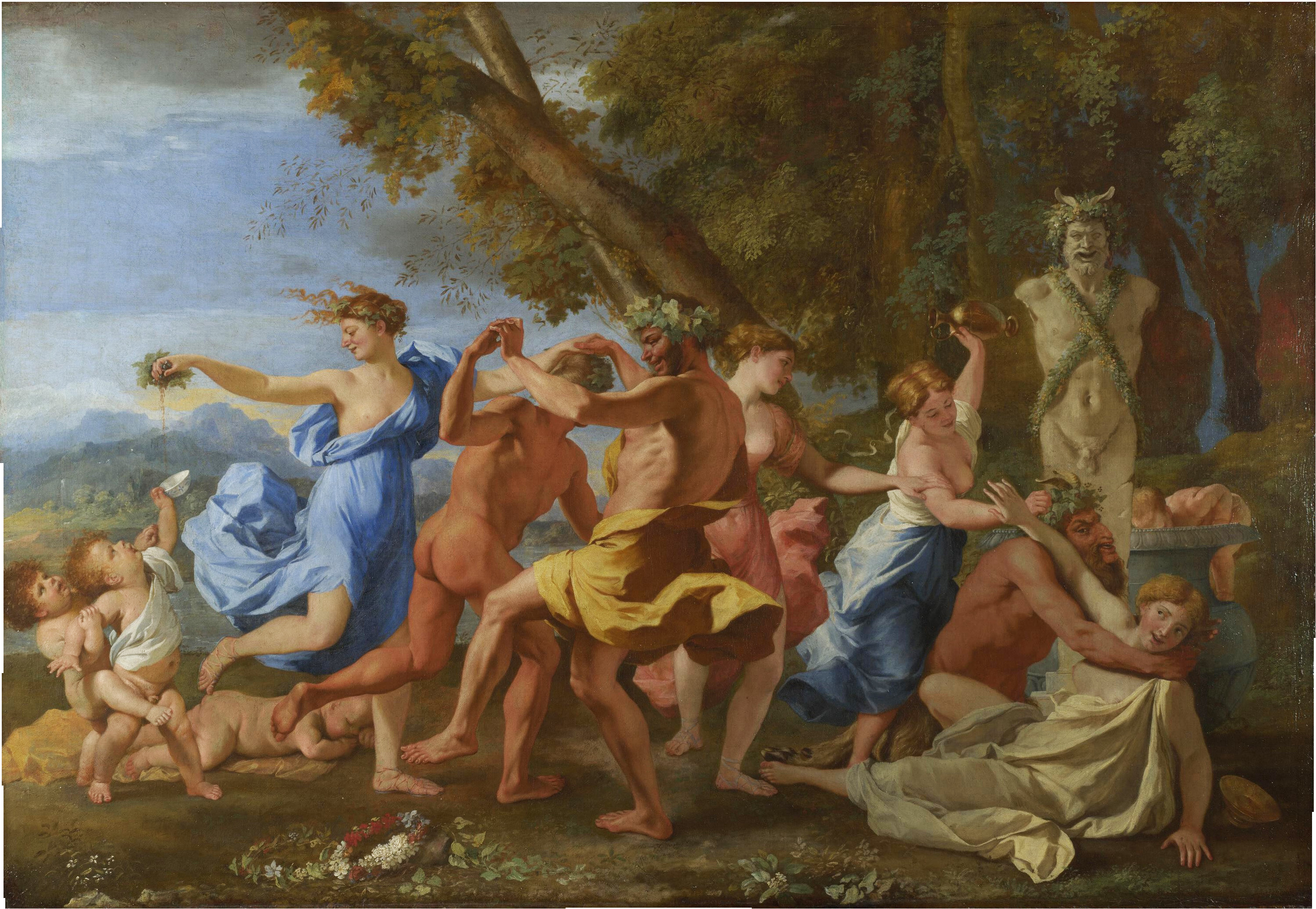
Bacchanale devant la statue de Pan.

La scène de la danse est similaire à celle d'une Bacchanale devant la statue de Pan que Nicolas Poussin a peinte préalablement (et conservée dans le même musée) dont la danseuse levant le bras est répétée en symétrie ainsi le groupe central des deux satyres.